# Nemanjics István szerb király
II. István vagy Elsőnekkoronázott Szent István (szerbül: Стефан II Немањић/Стефан Првовенчани), (1167 – 1228. szeptember 24.), szerb fejedelem 1196-tól, király 1217-től haláláig.
I. István fiaként született, Angelosz Izsák bizánci császár leányát vette nőül s elnyerte az "sebastokrator" (önmaga jogán uralkodó) címet. Édesapja kezéből vehette át a hatalmat, méghozzá másodszülöttként. I. István döntésének hátteréről nem szól a krónika, annyit tudni csupán, hogy legidősebb fiát, Vukánt, hangzatos címmel és jelentős földbirtokkal kárpótolta, s ugyanakkor öccsével szembeni engedelmességre intette. II. István uralkodása kezdetén, házassága révén, teljes mértékben élvezte Bizánc pártfogását, később pedig, amikor házassága felbomlott, a bizánci pártfogás már jócskán veszített jelentőségéből. Talán ezzel magyarázható, hogy szinte alig tanúsított ellenállást, amikor bátyja, Vukán felkérésére Imre magyar király 1202-ben megtámadta Szerbiát, megfosztotta Istvánt a tróntól, és száműzetésbe kényszerítette, Vukán ültetve a helyébe. Istvánnak azonban 1204 végén vagy 1205-ben sikerült visszaszereznie hatalmát és 1216-ban végleg birtokba vette Zétát, Vukánnak a birtokát.
Közvetlenül azután, hogy negyedik hadjáratukban a keresztesek elfoglalták Konstantinápolyt, és megdöntötték a Bizánci Császárságot, az új vallási erőviszonyoknak megfelelően István III. Honoriusz pápa támogatását keresve a latin szertartáshoz csatlakozott; cserébe Róma teljesítette kérését, és a pápai legátus "Szerbia, Diokletia, Travunija, Dalmácia és Chum" királyává koronázta 1217-ben. Így ő a szerbek első koronás királya, a szerb források többnyire így is emlegetik: Stefan Provenčani (Elsőnekkoronázott István). Ezzel nagyjából véget is ért a katolicizmussal való kapcsolata, mert részben alattvalói tiltakozása, részben fivére, Szent Száva nyomására a továbbiakban ismét a görögkeleti egyházat részesítette előnyben.
Szávával – az első szerb érsek – megírták édesapjuk életét. Száva – hogy bátyja legitimitását a Keleti rítusú szerbség előtt bizonyítsa – a bizánci császártól kapott koronával megkoronázta Istvánt. Az érseki székhely Zsica lett, és István elrendelte, hogy ezentúl a koronázásoknak ott kell történniük.

## Lásd még
- Szerbia uralkodóinak listája
- Szerb fejedelmek családfája

| Előző uralkodó: I. István | Szerbia fejedelme 1196 – 1217 | Következő uralkodó: önmaga királyként |

| Előző uralkodó: önmaga fejedelemként | Szerbia királya 1217 – 1228 | Következő uralkodó: Radoszláv István |